# 刘厂镇
刘厂镇，是中华人民共和国云南省大理白族自治州祥云县下辖的一个乡镇级行政单位。

## 历史
1999年12月23日撤乡设镇。

## 行政区划
刘厂镇下辖以下地区：
青坡村、松梅村、刘厂村、大波那村、小波那村、王家庄村、江尾村和东甸村。

## 中国传统村落
大波那村于2007年1月被评为云南省历史文化名村，2013年8月被评为第二批中国传统村落。

## 著名人物
刘厂镇是中共早期党员、革命烈士王德三、王复生，及解放军上将朱启的故乡。